# Асмалык
Асмалык или асмалдык — текстильное украшение, используемое в туркменской свадьбе. Асмалыки могут быть ворсистыми или вышитыми и, как правило, пятигранными, но есть и семигранные. Наиболее распространены йомудские асмалыки, за ними следуют текинские. Асмалыки изготавливались парами для украшения боков свадебного верблюда невесты, а затем вешались в ее куполообразном, покрытом войлоком шатре.

## Описание

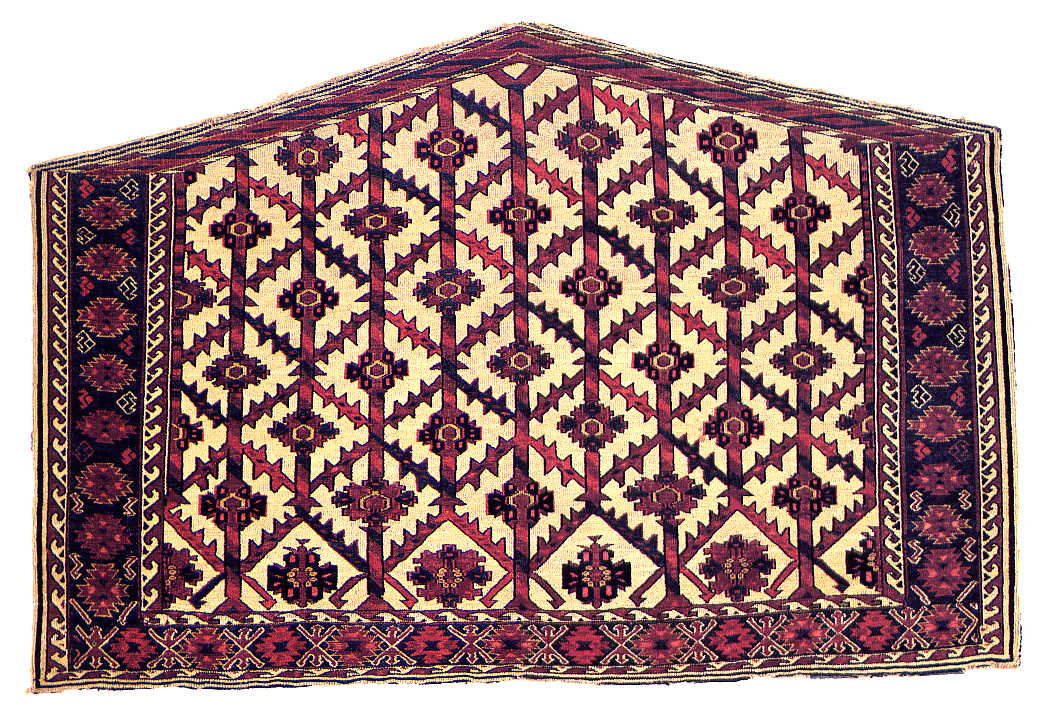
Йомудский асмалык, XIX век

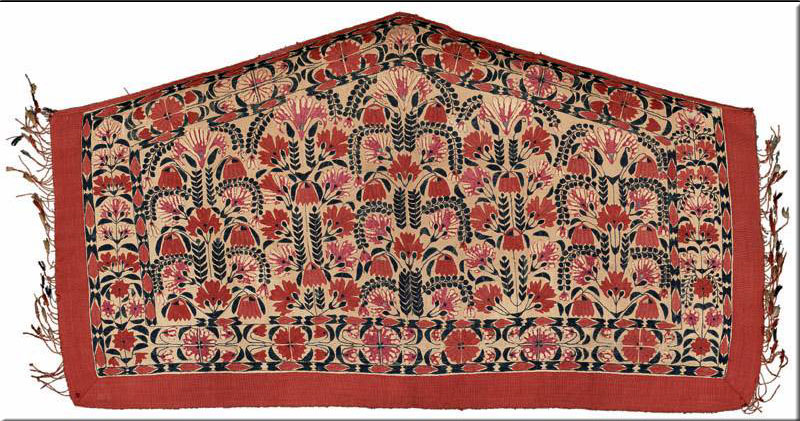
Текинский асмалык, XIX век

Асмалык чаще всего изготавливают пятиугольной формы и обычно в виде шерстяного ворса на шерстяной основе. Все краски, используемые для шерсти, природные — их получают из корней, листьев и цветов разных растений.
Свадебные асмалыки чаще всего шили невесты, которые сами состригали шерсть и делали пряжу. У них не было никакого дополнительного применения ни для будущих семейных свадебных празднеств, ни для каких-то других целей. Иногда их вешали в юрте в качестве украшения. Но в основном они хранились в семьях как реликвии, знаменую долгую и счастливую семейную жизнь.
Асмалык подвешивали по бокам верблюда, на котором невеста ехала в дом своего нового мужа. Он служил по назначению лишь однажды — в свадебном кортеже, был свидетелем рождения нового счастья, начала жизни, вбирал в себя эту энергию. Затем он хранился как амулет, оберег, символ долгой и счастливой жизни. Его вешали на стену. Считалось, что он защищал дом и его жителей от злых духов и бед.
Согласно источникам, самыми искусными ткачами были представители племени йомуд. Ковры, производимые данным племенем, имели ромбы с уступчатыми краями, именуемый как «зербаф».
В данный момент асмалыки больше не делают. Поэтому на данный момент они считаются редкими и необычными предметами декора, а также коллекционирования — образцы асмалыков можно найти, например, в этнографических музеях мира.